# Marc Kuchner
Marc Kuchner, né le 7 août 1972 à Montréal (Canada), est un astrophysicien américain membre de l'équipe de recherche du Goddard Space Flight Center de la NASA, connu pour ses travaux sur l'étude des disques et des exoplanètes. Avec Wesley Traub, il est l'inventeur du coronographe à bande limitée, qui devrait être intégré au  télescope spatial James-Webb. Il est également connu pour ses modélisations sur supercalculateur des interactions entre les planètes et les disques, ainsi que pour avoir théorisé les concepts de planète-océan, de planète de carbone et de planète d'hélium. Kuchner intervient régulièrement dans l'émission Alien Earths de National Geographic et dans la rubrique « Ask Astro » d'Astronomy Magazine. Il est actuellement le directeur de recherche des projets de sciences participatives Disk Detective et Backyard Worlds: Planet 9.

## Biographie
Né le 7 août 1972 à Montréal (Canada), Marc Kuchner suit des études de physique à l'université Harvard, dont il sort diplômé en 1994. Il obtient son doctorat en astronomie au California Institute of Technology en 2000, sous la supervision de Michael Brown, son directeur de thèse. Il commence sa carrière en tant que chercheur au Harvard-Smithsonian Center for Astrophysics, puis à l'université de Princeton. En 2009, il est récompensé par la SPIE pour ses travaux sur la coronographie.